# Ischiolepta biuncialis
Ischiolepta biuncialis är en tvåvingeart som beskrevs av Dong, Yang och Hayashi 2007. Ischiolepta biuncialis ingår i släktet Ischiolepta och familjen hoppflugor. Inga underarter finns listade i Catalogue of Life.